# Luvu
Pour les articles homonymes, voir Lufu.
La Lufu ou Luvu (Luvo en portugais) est une rivière de l’Angola et de la République démocratique du Congo et un affluent du fleuve Congo. 

## Géographie
Elle prend source en Angola. Elle traverse le territoire de Songololo rejoint le fleuve Congo près d'Inga dans le Bas-Congo en République démocratique du Congo. Elle s’appelle Luvu en amont de Lufu.
Elle sert de frontière entre l'Angola et la République démocratique du Congo sur sa partie méridionale.